# 凌南戰鬥
凌南戰鬥發生於1933年2月26日，地點則是在中國凌南一帶。是抗日戰爭初期的主要戰鬥之一，交戰一方為守軍之國民革命軍，另一方則為日軍南路。而中國軍隊領導者為孫兰峰、繆澂流、丁喜春、劉番九、孫魁元等人。最後，日軍南路獲勝。